# Helosciomyza subalpina
Helosciomyza subalpina is een vliegensoort uit de familie van de Helosciomyzidae. De wetenschappelijke naam van de soort is voor het eerst geldig gepubliceerd in 1928 door Tonnoir & Malloch.